# Jean-Baptiste Yger
Jean-Baptiste Yger est un homme politique français né le 7 novembre 1747 à Cany-Barville (Seine-Maritime) et décédé en 1812 au même lieu.
Avocat, maire de Cany-Barville et juge au tribunal de la ville, il est député de la Seine-Inférieure à la Convention. Il siège avec les modérés et vote pour la détention de Louis XVI.